# Histoire des Lituaniens à Baltimore
 (juin 2023).
La mise en forme du texte ne suit pas les recommandations de Wikipédia : il faut le « wikifier ».
Les points d'amélioration suivants sont les cas les plus fréquents. Le détail des points à revoir est peut-être précisé sur la page de discussion.
- Les titres sont pré-formatés par le logiciel. Ils ne sont ni en capitales, ni en gras.
- Le texte ne doit pas être écrit en capitales (les noms de famille non plus), ni en gras, ni en italique, ni en « petit »…
- Le gras n'est utilisé que pour surligner le titre de l'article dans l'introduction, une seule fois.
- L'italique est rarement utilisé : mots en langue étrangère, titres d'œuvres, noms de bateaux, etc.
- Les citations ne sont pas en italique mais en corps de texte normal. Elles sont entourées par des guillemets français : « et ».
- Les listes à puces sont à éviter, des paragraphes rédigés étant largement préférés. Les tableaux sont à réserver à la présentation de données structurées (résultats, etc.).
- Les appels de note de bas de page (petits chiffres en exposant, introduits par l'outil «  Source ») sont à placer entre la fin de phrase et le point final[comme ça].
- Les liens internes (vers d'autres articles de Wikipédia) sont à choisir avec parcimonie. Créez des liens vers des articles approfondissant le sujet. Les termes génériques sans rapport avec le sujet sont à éviter, ainsi que les répétitions de liens vers un même terme.
- Les liens externes sont à placer uniquement dans une section « Liens externes », à la fin de l'article. Ces liens sont à choisir avec parcimonie suivant les règles définies. Si un lien sert de source à l'article, son insertion dans le texte est à faire par les notes de bas de page.
- La présentation des références doit suivre les conventions bibliographiques. Il est recommandé d'utiliser les modèles {{Ouvrage}}, {{Chapitre}}, {{Article}}, {{Lien web}} et/ou {{Bibliographie}}. Le mode d'édition visuel peut mettre en forme automatiquement les références.
- Insérer une infobox (cadre d'informations à droite) n'est pas obligatoire pour parachever la mise en page.

Pour une aide détaillée, merci de consulter Aide:Wikification.
Si vous pensez que ces points ont été résolus, vous pouvez retirer ce bandeau et améliorer la mise en forme d'un autre article.
 (octobre 2023).
L'histoire des Lituaniens à Baltimore remonte au milieu du XIXe siècle. Des milliers de Lituaniens ont immigré à Baltimore, aux États-Unis, entre les années 1880 et 1920. La communauté lituano-américaine était principalement concentrée dans la zone correspondant  aujourd'hui au quartier historique de Hollins-Roundhouse. La communauté lituanienne de Baltimore a fondé plusieurs institutions pour préserver le patrimoine lituanien de la ville, notamment une paroisse catholique romaine, un festival culturel, une salle de danse et une yeshiva.

## Démographie

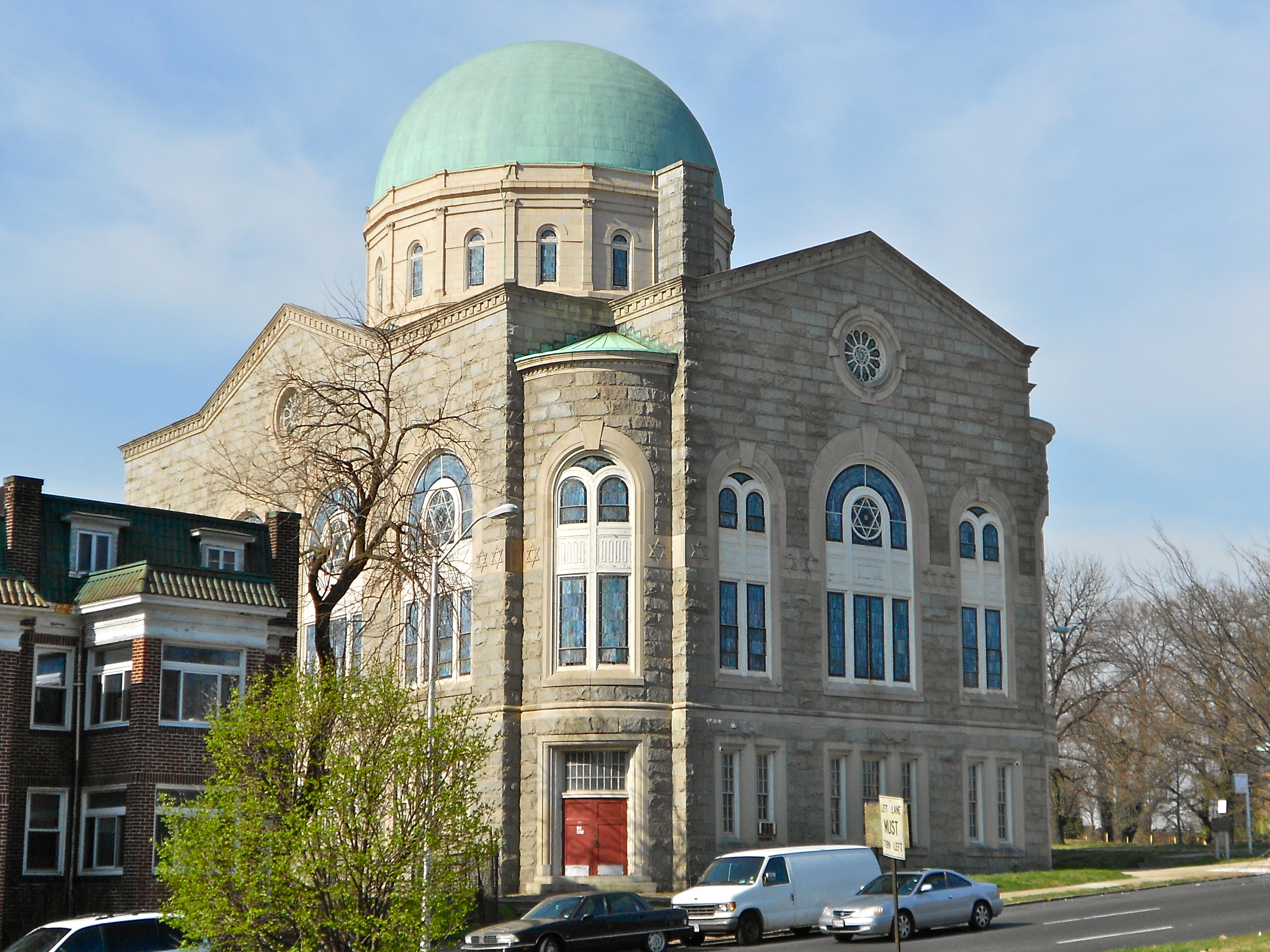
Synagogue Shaarei Tfiloh, mars 2012.

En 1 920,255 4 habitants blancs de Baltimore parlaient soit lituanien, soit letton.
En 1 940,283 9 immigrants lituaniens vivaient à Baltimore. Ces immigrants représentaient 4,7% de la population blanche née à l'étranger de la ville.
D'après le recensement des États-Unis de 1960, les Américains d'origine lituanienne représentaient alors 44% de la population née à l'étranger dans le tract 22–2 du sud de Baltimore.
En 1991, il y avait environ 20 000 Lituaniens vivant à Baltimore.
La communauté lituanienne de la région métropolitaine de Baltimore comptait 11 024 personnes en 2000, soit 0,4% de la population de la zone. Cette même année, la population lituanienne de la ville  était de 1 519 habitants, soit 0,2% des habitants de Baltimore.
En 2013, environ 1 092 Américains d'origine lituanienne résidaient dans la ville de Baltimore, soit 0,2% de la population. En septembre 2014, les Américains d'origine lituanienne étaient la plus 102e communauté la plus nombreuse à Baltimore.

## Histoire

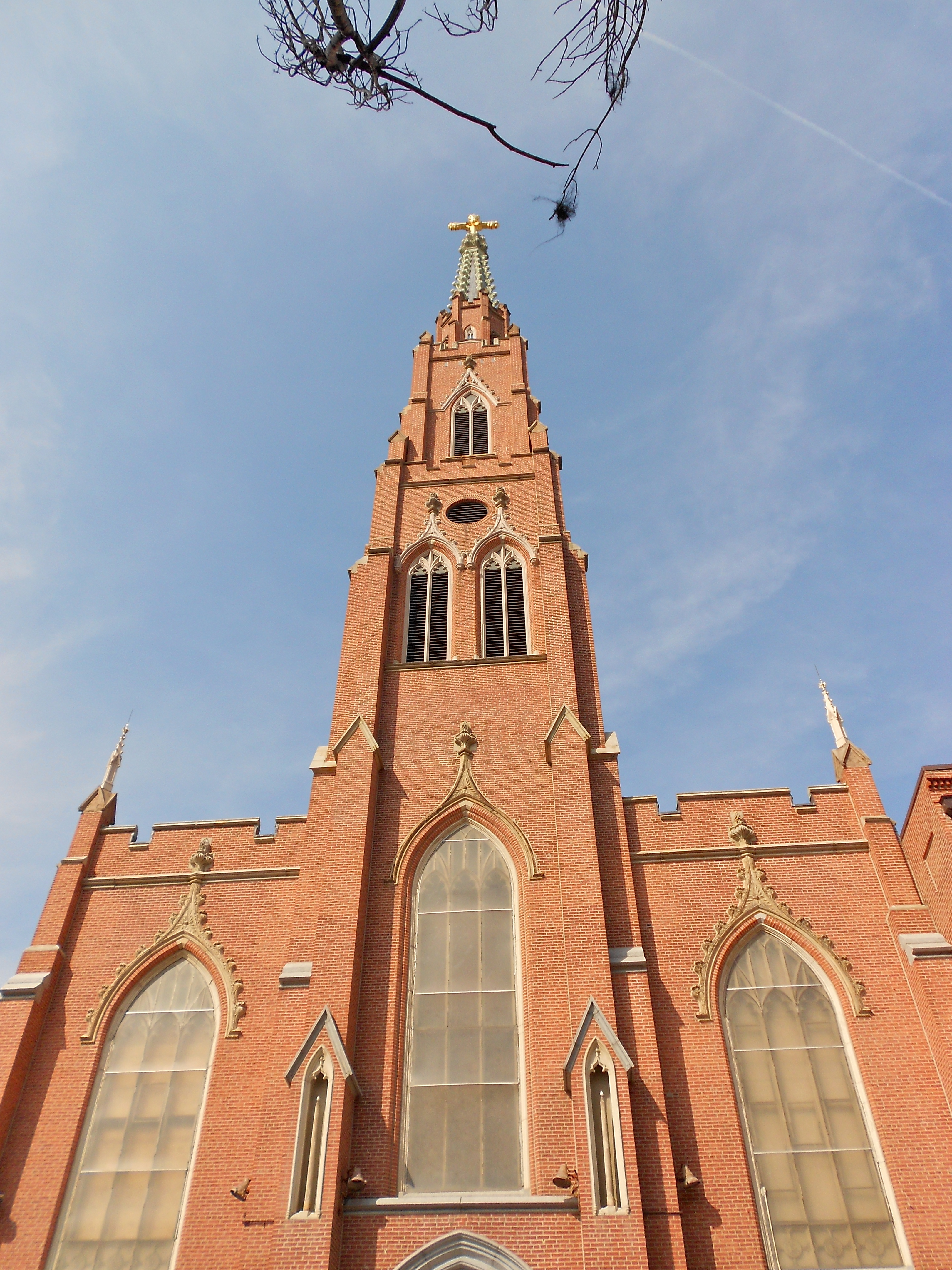
Église Saint-Alphonse, Presbytère, Couvent et Halle, mars 2012.

Des Lituaniens ont commencé à s'installer à Baltimore en 1876. L'afflux a pris de l'ampleur au cours des années 1880 et s'est poursuivi  jusque dans les années 1920. En 1950, la communauté lituanienne comptait environ 9 000 personnes. Ces Lituaniens se sont installés principalement dans un quartier au nord de Hollins Street, lequel a été surnommé la Petite Lituanie de Baltimore,.
En 1889, Jonas Šliūpas a fondé la Société scientifique lituanienne à Baltimore. Cette société  promouvait la langue et la culture lituanienne et a été active jusqu'en 1896.
Trois églises catholiques romaines ont été désignées comme paroisses lituaniennes : l'église Saint-Alphonse à partir de 1917, l'église Saint-Jean-Baptiste de 1888 à 1917 et l'église Saint-Wenceslas à partir de 1872. L'église St. Alphonsus est la seule paroisse lituanienne restante à Baltimore, l'église St. Wenceslaus ayant été renommé paroisse bohémienne et l'église St. John the Baptist ayant fermé en 1989.
Bien que la plupart des Lituaniens à s’être installé à Baltimore étaient catholiques, une minorité conséquente était de confession juive. Entre les années 1880 et les années 1920, les Juifs lituaniens (également connus sous le nom de Litvaks) étaient une composante majeure de l'immigration juive à Baltimore. La Yeshivas Ner Yisroel, une yeshiva de premier plan à Baltimore, a été fondée en tant que collège talmudique à la  lituanienne (litvique) par des Juifs de Lituanie et de Biélorussie. Les litvaks ont également contribué à la fondation de la synagogue B'nai Israel.

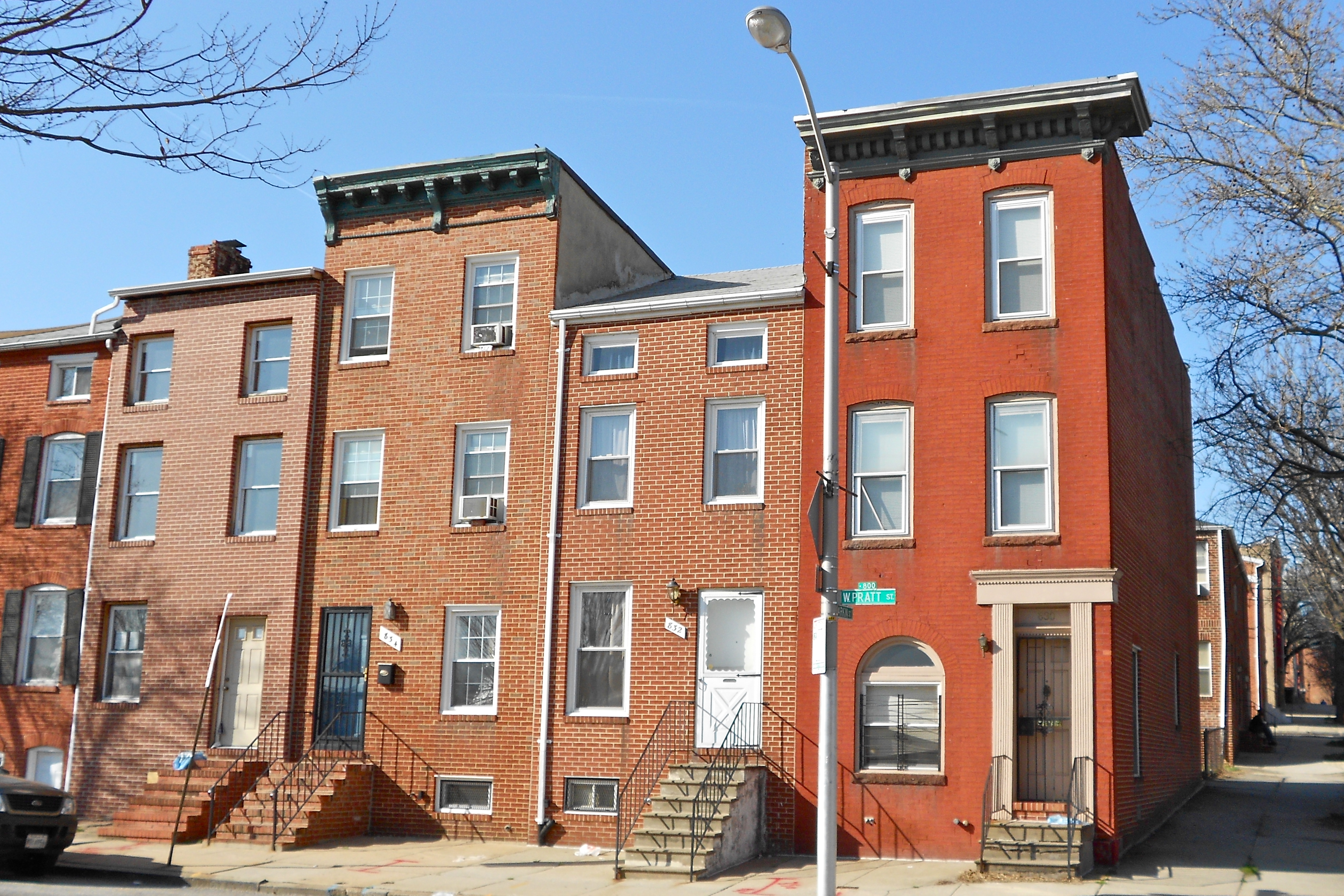
L'ancienne Petite Lituanie de Baltimore, Hollins-Roundhouse Historic District, mars 2012.

Des années 1880 aux années 1920, le quartier Hollins-Roundhouse s'est imposé comme le centre de la communauté  lituanienne à Baltimore. En raison du nombre important de lituaniens dans la zone au nord de Hollins Street, la région a acquis le sobriquet de Petite Lituanie . Il reste encore quelques vestiges de l'héritage lituanien du quartier, comme la salle lituanienne située dans la rue Hollins.

## Culture

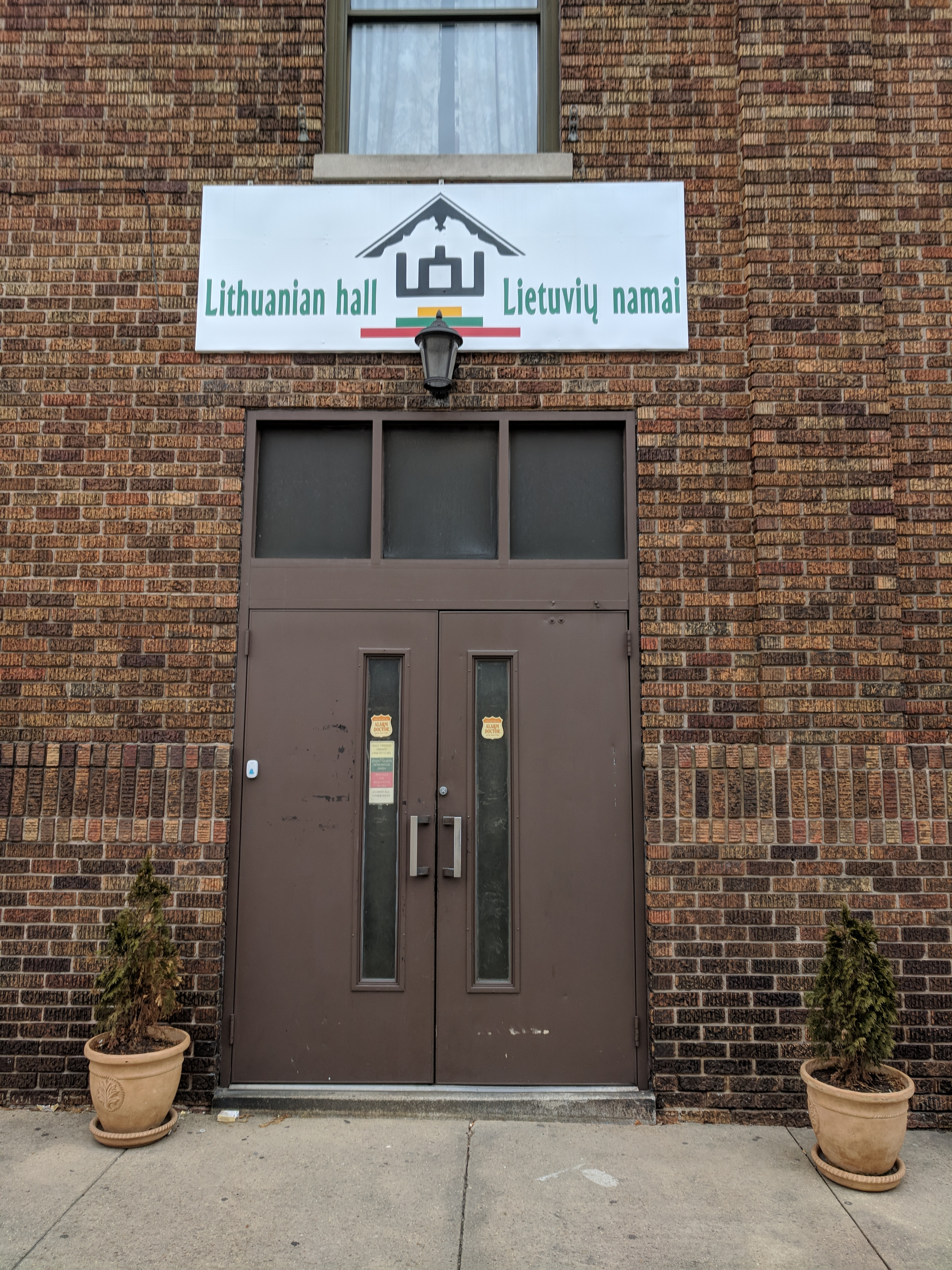
Salle lituanienne, Hollins-Roundhouse Historic District, février 2018.

Là où d'autres groupes ethniques ayant immigrés à Baltimore ont fondé de nombreuses associations de construction et de prêt entre les années 1860 et les années 1910, les Lituaniens n'en ont fondé qu'une seule. En effet, de nombreux Lituaniens partageaient les associations d'autres groupes ethniques, en particulier celles des Polonais.
Un festival lituanien annuel a lieu à Catonsville dans le comté de Baltimore, non loin des limites de la ville. Le festival propose de la nourriture et des boissons lituaniennes, des danses et des objets associés à la culture lituanienne.

## Célèbres lituano-américains associés à Baltimore

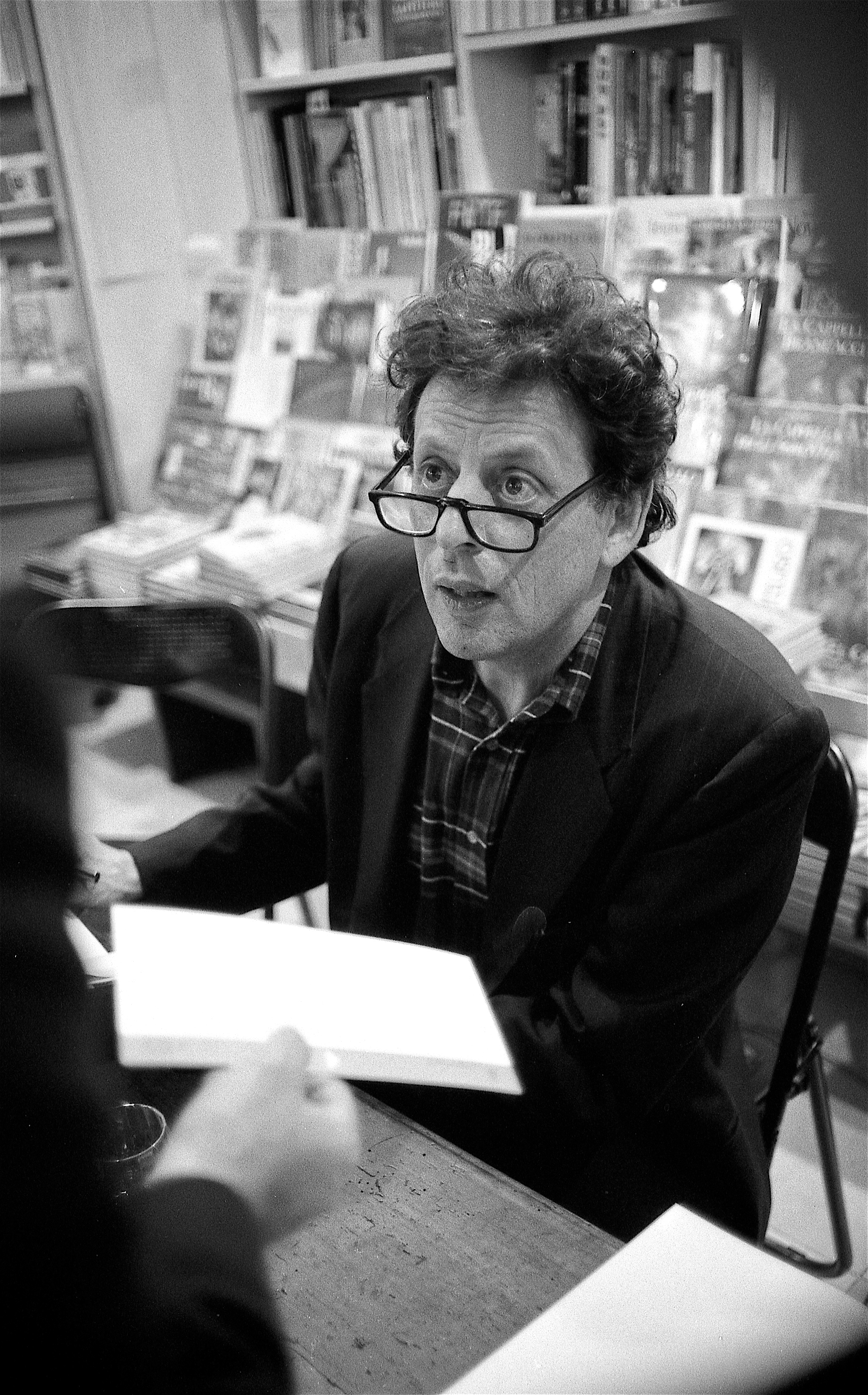
Philip Glass, un célèbre compositeur américain

- Albert Blumberg, philosophe, militant politique et responsable du Parti communiste pendant plusieurs années avant de rejoindre le Parti démocrate en tant que chef de district.
- Philip Glass, compositeur considéré comme l'un des plus influents de la fin du XXe siècle.
- Yaakov Kamenetsky, rosh yeshiva, posek et talmudiste célèbre.
- Yaakov Yitzchok Ruderman, spécialiste du talmud et rabbin qui a fondé était le rosh yeshiva de la Yeshiva Ner Yisroel à Baltimore.
- Eli Siegel, poète, critique, éducateur et fondateur duréalisme esthétique.
- Anne K. Strasdauskas, shérif du comté de Baltimore de 1998 à 2002.
- Johnny Unitas, joueur de football américain qui a passé la majeure partie de sa carrière à jouer pour les Baltimore Colts